# Zărand
Zărand is een Roemeense gemeente in het district Arad.
Zărand telt 2766 inwoners. De  stad was aanvankelijk de hoofdplaats van het voormalige comitaat Zaránd.